# Let Me In (single)
"Let Me In" is de eerste single van Straight Outta Ca$hville, het debuutalbum van Amerikaanse rapper Young Buck.
De single is geproduceerd door Needlz en bevat een break-down van 50 Cent. Het nummer haalde de 34e positie in de Billboard Hot 100 en de 62e in de Engelse Single Top 75.

## Hits
| Hitlijst              | Hoogste positie |
| --------------------- | --------------- |
| Duitse Single Top 100 | 94              |
| Engelse Single Top 75 | 62              |
| VS Billboard Hot 100  | 34              |